# کیانوش سنجری
مهدی سنجری‌باف (۲۰ شهریور ۱۳۶۱ – ۲۳ آبان ۱۴۰۳) معروف به کیانوش سنجری فعال دانشجویی، وبلاگ‌نویس و روزنامه‌نگار مستقل اهل ایران بود. او سابقهٔ چندین‌بار بازداشت، زندانی شدن و حبس در سلول انفرادی را داشت. سنجری پس از مهاجرت به آمریکا مدتی را نیز با بخش فارسی صدای آمریکا همکاری کرد. وی پس‌از بازگشت به ایران در سال ۱۳۹۵ دوباره دستگیر شد.
سنجری در ۲۳ آبان ۱۴۰۳ در اعتراض به دیکتاتوری علی خامنه‌ای و شرکایش در بازار چارسویِ تهران خودکشی کرد.

## فعالیت‌ها
کیانوش سنجری در یک دوره، سخنگوی جبههٔ متحد دانشجویی بود. او تا زمان مرگ خود سخنگوی کمیتهٔ گزارشگران حقوق بشر و عضو جبههٔ دموکراتیک ایران بود. وی همچنین وبلاگ‌نویس و عضو کانون وبلاگ‌نویسان ایران بود و در وبلاگ خود به زبان انگلیسی، اخبار مربوط به زندانیان سیاسی ایران را پوشش می‌داد. او همچنین از سال ۱۳۸۶ مسئولیت سخنگویی انجمن زندانیان سیاسی را -که توسط شماری از زندانیان سیاسی ایرانی تشکیل شده- به عهده داشت.

## بازداشت‌ها و زندان
کیانوش سنجری برای نخستین بار در ۱۷ سالگی در جریان تظاهرات دانشجویی در سالگرد واقعهٔ تیر ۱۳۷۸ در اعتراض به تعطیلی روزنامه سلام (حمله به کوی دانشگاه تهران) بازداشت شد و چندین ماه در بازداشت انفرادی به سر برد. او پیش از آخرین بازداشت در تهران زندگی می‌کرد و براساس گزارش‌ها تحت‌نظر مأموران امنیتی بود.
اتهاماتی که وی بر پایهٔ آن، در این سال‌ها بازداشت شد اقدام علیه امنیت کشور، تبلیغ علیه نظام به استناد عضویت در گروه دانشجویی غیرقانونی و سکولار، شرکت در تجمعات اعتراضی، مصاحبه با رسانه‌های خارج از کشور، سیاه‌نمایی شرایط زندان‌ها در وبلاگ و سازماندهی تجمع در برابر دفتر سازمان ملل متحد در تهران در اعتراض به بازداشت اعضای جبههٔ متحد دانشجویی بودند.
کیانوش سنجری آخرین بار در ۸ اکتبر ۲۰۰۶ هنگام تهیهٔ گزارش از درگیری میان نیروهای امنیتی و طرفداران یک روحانی طرفدار سکولاریسم در ایران به نام آیت‌الله کاظمینی بروجردی بازداشت شد. به گزارش سازمان عفو بین‌الملل، کیانوش سنجری در محل نامعلومی در زندان انفرادی به سر می‌بُرد و عفو بین‌الملل از احتمال بیماری یا در معرض شکنجه بودن وی ابراز نگرانی کرد.

### شکنجهٔ سفید
کیانوش سنجری دست‌کم ۹ بار بازداشت شد. او روی‌هم‌رفته ۲ سال زندانی سیاسی بود و ۹ ماه از این مدت را در سلول انفرادی بازداشتگاه ۲۰۹، ۵۹ سپاه، بند ۲ الف معروف به ۳۲۵ سپاه، ۲۴۰ و بازداشتگاه اداره اطلاعات پلیس امنیتی تهران در سلول انفرادی زندانی بود. او در انفرادی مورد شکنجهٔ سفید قرار گرفته بود. سنجری به مجله سازمان عفو بین‌الملل نروژ گفت: «این حالت شبیه نبردی است بین روح و جسم. در تنهایی مطلق نگه داشتن در سلول انفرادی، آزاردهنده‌ترین، شکنجهٔ سفید است. در ایران شکنجهٔ سفید نامی است که زندانیان برای در تنهایی مطلق نگه داشتن (در سلول انفرادی) به‌کار می‌برند. این روش اثری بر جسم نمی‌گذارد. اما فرد را به‌طور کامل گیج می‌کند. زندانیان هویت‌شان را از دست می‌دهند و حاضر می‌شوند به هر چیزی اعتراف کنند. این شیوه در زندان‌هایی که مانند زندان‌های معمولی نظارت نمی‌شوند مانند بند ۲۰۹ زندان اوین در تهران، علیه مخالفان و خبرنگاران منتقد استفاده می‌شود.»

## مهاجرت
کیانوش سنجری پیش‌از تشکیل یکی از جلسات دادگاه، به‌طور غیرقانونی از راه مرز غربی از ایران گریخت و خود را به اقلیم کردستان عراق رساند. پژوهشگر امور ایران در سازمان عفو بین‌الملل در لندن از محل پنهان شدن سنجری آگاه شد و شرایط او را خطرناک ارزیابی کرد و نامه‌ای برای کمیسر پناهندگان سازمان ملل نوشت. وی توضیح داد که خطر ربوده یا کشته شدن او به‌دست مأموران امنیتی ایران وجود دارد. با کمک سازمان عفو بین‌الملل و کمیساریای عالی سازمان ملل متحد برای پناهندگان، کیانوش سنجری پناهنده سیاسی شد و در ۳۱ اکتبر ۲۰۰۷ به نروژ سفر کرد.
کیانوش سنجری در مدت کوتاه زندگی در نروژ با پشتیبانی سازمان عفو بین‌الملل تظاهراتی را علیه مجازات اعدام و شکنجه دانشجویان در ایران در مقابل پارلمان آن کشور برگزار کرد. در این تظاهرات علاوه بر کیانوش سنجری، محمود امیری مقدم، برنده جایزه حقوق بشر در نروژ در سال۲۰۰۷ و بنت اریخسن، نمایندهٔ سازمان عفو بین‌الملل سخنرانی کردند.
کیانوش سنجری در اسفند ۱۳۸۷ در آمریکا ساکن شد. او یکی از سخنرانان تظاهراتی بود که در ۲۳ سپتامبر ۲۰۰۸ هم‌زمان با سفر محمود احمدی‌نژاد به نیویورک و در اعتراض به نقض حقوق بشر توسط جمهوری اسلامی ایران در برابر سازمان ملل متحد برگزار شد.

## بازگشت به ایران، دستگیری و محکومیت
سنجری در مهر ۱۳۹۵ به ایران بازگشت و در آذر همان سال مأموران امنیتی او را بازداشت کردند. سنجری هفته آخر بهمن ۱۳۹۵ با تودیع قرار وثیقه ۱۰۰ میلیون تومانی از زندان اوین آزاد شد. احمد باطبی روزنامه‌نگار و زندانی سیاسی سابق، در مقاله‌ای با موضوع بازگشت کیانوش سنجری به ایران، دلیل این اقدام او را بیماری، افسردگی و تنهایی مادر کیانوش سنجری ذکر کرد. سنجری ۱ مرداد ۱۳۹۶ در اینستاگرام خود در یک متن گله‌آمیز از وزارت اطلاعات دولت حسن روحانی نوشت که این وزارتخانه در دوران بازداشت، رفتار محترمانه‌ای با او داشت، اما باوجود اطلاع از دلیل بازگشت او به ایران برای مراقبت از مادر تنها و بیمارش پرونده به شکلی راهی دادگاه شده که قاضی ماشاالله احمدزاده رئیس شعبه ۲۶ دادگاه انقلاب، او را به اتهام‌هایی همچون اجتماع و تبانی، فعالیت تبلیغی علیه نظام و عضویت در گروهک غیرقانونی به ۵ سال حبس تعزیری و ۶ سال حبس تعلیقی، و همچنین ۲ سال ممنوع‌الخروجی محکوم کرده است که این حکم ازسوی وی مورد اعتراض قرار گرفت.
سنجری در فروردین ۱۴۰۱ پس از پایان دوره زندان و ممنوع‌الخروجی، دوباره ایران را ترک کرد. اما پس از مدت کوتاهی بازگشت. سنجری در ۲۲ آبان ۱۴۰۱ پس از احضار به دادسرای اوین در ادامه موج دستگیری‌های مربوط به اعتراضات ۱۴۰۱ به جرم علیه نظام بازداشت شد. او در پی عفو رهبری آزاد شد.
سنجری در ۲۳ آبان ۱۴۰۲ در توییتی، پروفایل خود را در این شبکه را به دلیل برکناری از کار و معیشت به علت دگراندیشی، فقر و نیاز به خرید آذوقه و هزینه درمان به فروش گذاشت.

## مرگ

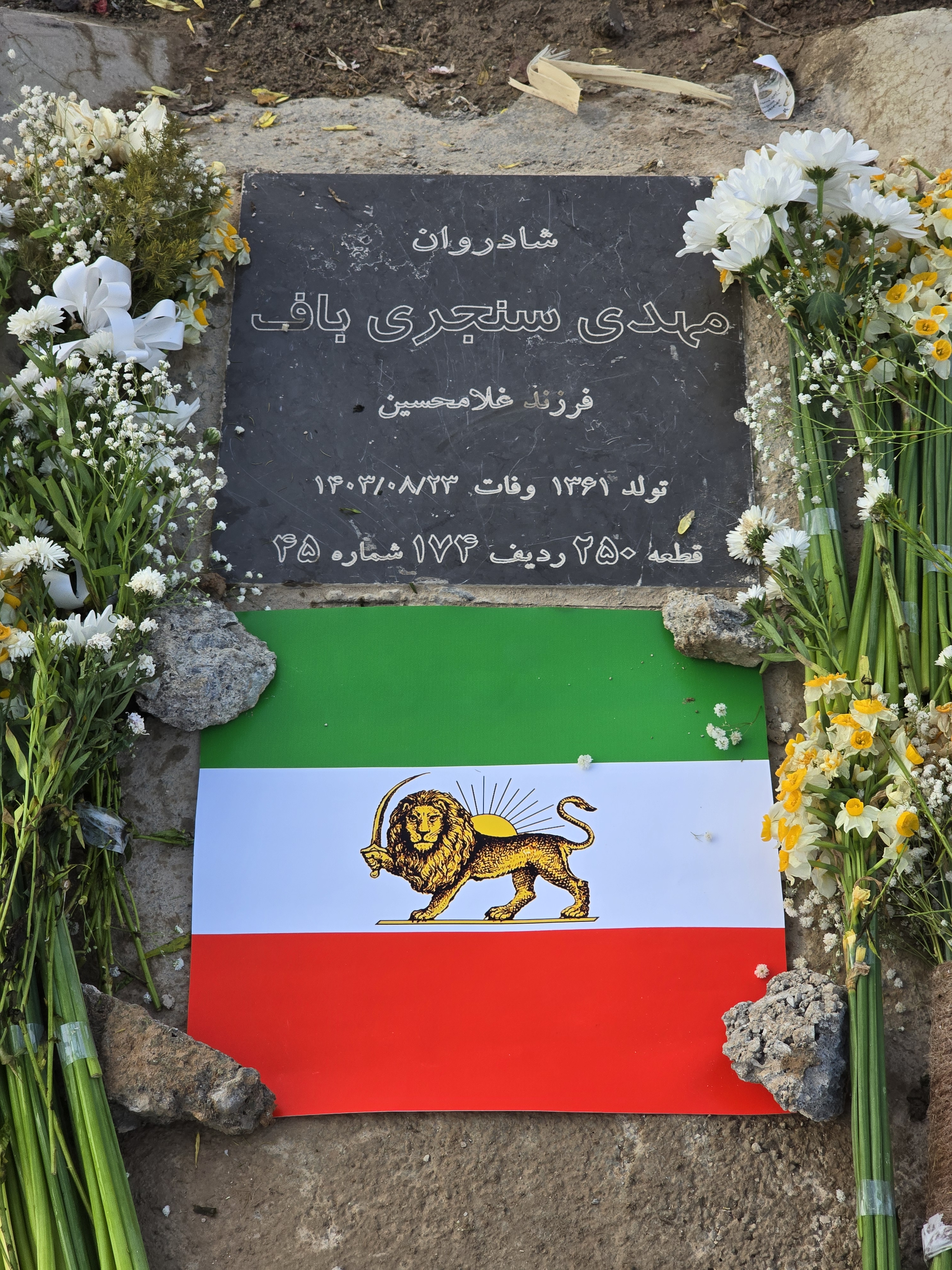
مزار کیانوش سنجری در قطعه ۲۵۰ بهشت‌زهرا

سنجری در ساعت ۱:۰۲ بامداد روز چهارشنبه ۲۳ آبان ۱۴۰۳ در توییتر خود نوشت:
«اگر تا ساعت ۷ غروب امروز چهارشنبه ۲۳ آبان سال ۱۴۰۳ فاطمه سپهری، نسرین شاکرمی، توماج صالحی و آرشام رضایی از زندان آزاد نشوند و خبر آزادی‌شان در سایت خبری قوه قضاییه منتشر نشود، من در اعتراض به دیکتاتوری خامنه‌ای و شرکایش به زندگی‌ام پایان خواهم داد.
شاید تلنگری باشد! پاینده ایران»
در نهایت در ۲۳ آبان ۱۴۰۳ رسانه‌ها و برخی از دوستانش خبر از خودکشی منجر به مرگ او دادند.
گفته می‌شود کیانوش سنجری به بخش غذاخوری (Food Court) مرکز تجاری چارسو رفته، سپس به ایوان رفته و از نرده‌ها آویزان شده و در نهایت خودش را به پایین پرت کرده است.
شبهاتی در زمینهٔ تصاویر منتسب به خودکشی سنجری یا حتی کشته‌شدن او تحت یک سناریوی امنیتی وجود دارد که این ادعاها واکنش برخی افراد مرتبط با واقعه مرگ کیانوش را برانگیخت. حامد بهداد بازیگر سینما با بازنشر مطلبی انتقادی ضمن زیر سؤال بردن صداقت ادعاهای پیشین حسین رونقی دربارهٔ اعتصاب غذا و آسیب‌دیدگی در زندان، وی را به هوچی‌گری و پنهان‌کاری دربارهٔ مرگ سنجری متهم کرد. رونقی در واکنش به این انتقادات حامد بهداد را به همراهی با سیستم امنیتی و تکرار روایت حکومت دربارهٔ مرگ کیانوش سنجری متهم کرد و خواهان عذرخواهی وی شد.